# Volfram
Volfram (latinsko Wolframium) je kemični element, ki ima v periodnem sistemu simbol W in atomsko število 74. Ta trda, težka, kovinsko-srebrna do bela prehodna kovina se nahaja v številnih rudah, vključno z volframitom in šelitu. Volfram je znan po svojih robustnih fizikalnih lastnosti. Njegovo čisto obliko uporabljajo predvsem v elektroniki, vendar njegove spojine in zlitine uporabljajo v številnih drugih aplikacijah; najbolj znana je raba za žarilne nitke v žarnicah, rabijo pa ga tudi v sodobnih super-zlitinah.

## Pomembne lastnosti
Čisti volfram je srebrno-sive do kositrno-bele barve in je trdna kovina. Kadar je zelo čist, ga lahko režemo s kovinsko žago (kadar ni čist, je krhek in težak za obdelovanje), in ga sicer obdelujemo s kovanjem, rezanjem ali iztiskanjem. Ta element ima tališče (3422 °C), najnižji parni pritisk in najvišjo natezno trdnost pri temperaturah nad 1650 °C od vseh kovin. Njegova odpornost proti koroziji je odlična - večina mineralnih kislin ga lahko le rahlo napada.
Kovinski volfram na zraku oblikuje zaščitni oksid, vendar lahko pri visokih temperaturah oksidira. V zlitinah jekla že mala količina volframa močno poveča njegovo trdnost.

## Uporaba
Volfram je široko uporabna kovina; najbolj jo uporabljajo kot volframov karbid (W2C, WC) v karbidih trdinah. Karbidne trdine so vodoodporni materiali, ki se uporabljajo v kovinsko predelovalni, rudarski, naftni in gradbeni industriji. Volfram se na veliko uporablja v žarilnih nitkah žarnic in vakuumskih cevi, kot tudi v elektrodah, saj ga je moč razrezati na zelo tanke kovinske žice, ki imajo visoko vrelišče. Druge rabe:
- Zaradi visokega vrelišča je volfram primeren za rabo v vesolju in drugih elektronskih, toplotnih in varilnih aplikacijah, kjer se zahteva odpornost na temperaturo, še posebej za varjenje TIG.
- Zaradi trdnosti in gostote je ta kovina idealna za izdelavo težkokovinskih zlitin, ki se uporabljajo v orožarstvu, toplotnih ponorih in rabi, ki zahteva visoko gostoto materialov, kot npr. za uteži in protiuteži.
- Zaradi velike teže pri relativno majhni velikosti je volfram idealna sestavina konic za pikado, včasih prek 80 %.
- Hitrorezna jekla (hastelloy, stellite) so pogosto zlita z volframom, volframova jekla pa ga vsebujejo tudi po 18 %.
- Superzlitine s to kovino se uporabljajo pri rezilih turbin, orodnih jekih, in vodoodpornih delih ter prevlekah.
- Kompozitni materiali se uporabljajo v nabojih in šibrah kot nadomestilo za svinec.
- Kemijske spojine volframa se uporabljajo v katalizatorjih, anorganskih barvilih, in volframovih disulfidnih visokotemperaturnih mazivih, ki so stabilna do 500 °C.
- Ker je temperaturni raztezek tega elementa podoben kot pri borosilikatnem steklu, se uporablja za izdelavo tesnil med steklom in kovino.
- Uporablja se tudi za prodiranje izstelka s kinetično energijo, kjer nadomešča osiromašeni uran.

Razno: oksidi se uporabljajo za keramične glazure in kalcijevi/magnezijevi volframati se na široko uporabljajo pri fluorescentni razsvetljavi. Kovina se uporablja tudi v tarčah za žarke X in v toplotnih elementih za električne plavže. Soli, ki vsebujejo volfram, se uporabljajo v kemijski in strojarski industriji. Volframove 'bronze' (tako imenovane po barvi volframovih oksidov) se skupaj z ostalimi spojinami uporabljajo za izdelavo barv. Volframov karbid od nedavnega uporabljajo kot modni nakit zaradi njegove hipoalergijske narave in zato, ker zaradi svoje izjemne trdote ne izgublja leska kot druge brušene kovine.

## Zgodovina
Obstoj volframa je leta 1779 kot prvi predpostavil Peter Woulfe, ki je preiskoval volframit in sklepal, da mora vsebovati novo snov. Leta 1781 je Carl Wilhelm Scheele dokazal, da lahko iz volframita pridobimo novo kislino. Scheele in Torbern Bergman sta napovedala, da bi bilo z redukcijo volframske kisline moč pridobiti novo kovino. Leta 1783 sta brata José in Fausto Elhuyar v volframitu odkrila kislino, ki je bila identična volframski kislini. Istega leta sta ta španska brata uspela osamiti volfram z redukcijo njegove kisline z ogljem, zaradi česar odkritje tega elementa pripisujemo njima.
V političnem zakulisju II. svetovne vojne je volfram igral ogromno vlogo. Na Portugalsko, glavno evropsko proizvajalko tega elementa, sta pritiskali obe strani, saj je imela zaloge volframitove rude. Odpornost proti visokim temperaturam in izjemna trdnost njenih zlitin sta kovino napravili za zelo pomembno surovino v orožarski industriji!

## Biološka vloga
Encimi, imenovani oksidoreduktaze, uporabljajo volfram na podoben način kot molibden, s tem, da ga uporabljajo v kompleksu volfram-pterin.
Avgusta 2002 je ameriška vladna ustanova Center za spremljanje in preprečevanje bolezni (Centers for Disease Control and Prevention) objavila, da so urinski testi za levkemijo pri družinah bolnikov in kontrolnih družinah v nevadskem mestu Fallon pokazali povišane ravni kovinskega volframa v telesih obeh skupin. Na območju Fallona so v kratkem času odkrili 16 primerov raka pri otrocih, zato domnevajo, da bi volfram lahko bil povezan z obolevanjem za levkemijo, vendar po besedah vodje podružnice Centra za točne trditve še ni dovolj podatkov.

## Nahajališča
Volfram najdemo v mineralih volframit (železo-manganov volframat), FeWO4/MnWO4), šelit (kalcijev volframat, CaWO4), ferberit in huebnerit. Pomembne države proizvajalce so Ljudska republika Kitajska, ki pridela več kot tričetrt svetovne proizvodnje, Rusija, Avstrija, obe Koreji, Portugalska, Bolivija, Uzbekistan, Burma, Brazilija in Tajska, manjšo proizvodnjo pa premorejo tudi ZDA, Mongolija in druge. Kovino komercialno pridobivajo z redukcijo volframovega oksida z vodikom ali ogljikom.

## Spojine
Najpogostejše oksidacijsko stanje volframa je +6, vendar izkazuje vsa oksidacijska stanja od −2 do +6. Volfram se navadno veže s kisikom in oblikuje rumeni volframov oksid, WO3, ki se v bazični vodni raztopini razgradi v volframatove ione, WO42−.

### Vodni poliaoksoanioni
Vodne raztopine volframa so pod nevtralnimi in kislimi pogoji znane po oblikovanju polioksoanionov. Volframat progresivno obdelujejo s klislino, tako da najprej dá topljiv in metastabilen anion paravolframat A, W7O246−, ki se po nekaj urah ali dnevih pretvori v manj topen anion paravolframat B, H2W12O4210−. Z nadaljevanjem kisanja izdelajo zelo raztopljen metavolframatov anion, H2W12O406−, ko je doseženo ravnovesje. Metavolframatni ion obstaja kot simetrični klaster dvanajstih oktaedrov vrste volfram-kisik, "Kegginov" anion. Mnogi drugi polioksoanioni obstajajo kot metastabilne vrste. Z vključitvijo različnega, na primer fosfornega, atoma med dva središčna vodika v metavolframatu dobimo številne različne tako imenovane heteropolianione'.

## Izotopi
Naravni volfram sestoji iz petih radioizotopov, katerih razpolovna doba je tako dolga, da jim imamo za vse praktične potrebe za stabilne. Karakteriziranih je še 27 drugih radioizotopov; najstabilnejši med njimi so W-181 z 121,2, W-185 z 75,1, W-188 z 69,4 in W-178 z razpolovno dobo 21,6 dni. Vsi preostali radioaktivni izotopi imajo razpolovno dobo krajšo od 24 ur; večina od teh celo manj kot 8 minut. Volfram ima tudi 4 meta stanja, od katerih je najstabilnejše W-179m (t1/2 je 6,4 minut). 
Atomska teža volframovih izotopov se giblje med 157,974 amu (W-158) do 189,963 amu (W-190). Lažji naravni izotopi, W-180, W-182, W-183, in najpogostejši W-184, z oddajo alfa razpadajo v izotope hafnija (atomsko število 72), medtem ko W-186 razpada z razpadom beta v osmij. Vedeti pa je treba, da so zaradi dolgih razpolovnih dob za vse praktične namene stabilni.